# Lily Stern
Lily Stern (n. 22 martie 2005, Nové Zámky, Nitriansky kraj, Slovacia) este o jucătoare de hochei pe gheață ce a reprezentat Slovacia, medaliată olimpică. A participat la 0 ediții ale Jocurilor Olimpice () în care a câștigat 1 medalie de bronz.

## Participări
Lista de mai jos prezintă principalele competiții la care a participat Lily Stern de-a lungul carierei.
- Jocurile Olimpice de iarnă pentru tineret din 2020[*][1]